# Championnats d'Océanie de BMX freestyle 2022
Navigation
Édition précédente Édition suivante
Les championnats d'Océanie de BMX freestyle 2022 ont lieu le 10 avril 2022 à Brisbane en Australie.

## Podiums
| Épreuves           | Or           | Argent         | Bronze              |
| ------------------ | ------------ | -------------- | ------------------- |
| BMX Freestyle Park |              |                |                     |
| Élite hommes       | Logan Martin | Brandon Loupos | Jaie Toohey         |
| BMX Freestyle Park |              |                |                     |
| Élite femmes       | Sarah Nicki  | Anais Prince   | Porschea Longbottom |